# هالنکوو
هالنکوو (به چکی: Halenkov) یک منطقهٔ مسکونی در جمهوری چک است که در ناحیه وستین واقع شده‌است. هالنکوو ۴۲٫۱۹ کیلومتر مربع مساحت و ۲٬۳۹۸ نفر جمعیت دارد و ۴۲۵ متر بالاتر از سطح دریا واقع شده‌است.